# Hakob Pilosian
Hakob Pilosian (7 de julio de 1973) es un deportista armenio que compitió en halterofilia. Ganó una medalla de bronce en el Campeonato Europeo de Halterofilia de 2001, en la categoría de 94 kg.

## Palmarés internacional
| Campeonato Europeo | Campeonato Europeo   | Campeonato Europeo | Campeonato Europeo |
| Año                | Lugar                | Medalla            | Categoría          |
| ------------------ | -------------------- | ------------------ | ------------------ |
| 2001               | Trenčín (Eslovaquia) | Medalla de bronce  | 94 kg              |